# Fergusonina davidsoni
Fergusonina davidsoni är en tvåvingeart som beskrevs av Tonnoir 1937. Fergusonina davidsoni ingår i släktet Fergusonina och familjen Fergusoninidae. Inga underarter finns listade i Catalogue of Life.